# سفارة اليابان في تشيلي
سفارة اليابان في تشيلي هي أرفع تمثيل دبلوماسي لدولة اليابان لدى تشيلي. تقع السفارة في بروفيدنسيا وهي تهدف لتعزيز المصالح اليابانية في تشيلي.

## وصلات خارجية
- الموقع الرسمي
- قائمة سفارات اليابان
- قائمة السفارات في تشيلي